# 高里奇·捷爾吉
高里奇·捷爾吉（匈牙利語：Garics György；1984年3月8日—）是一位出生在匈牙利的奧地利足球運動員，但他也有克羅地亞血統。在場上的位置是右後衛。他現在效力於博洛尼亞足球俱樂部。他也代表奧地利國家足球隊參加國際賽事。